# Dubautia thyrsiflora
Dubautia thyrsiflora là một loài thực vật có hoa trong họ Cúc. Loài này được (Sherff) D.D.Keck mô tả khoa học đầu tiên năm 1936.